# مارنوس لابوشاني
مارنوس لابوشان (/læbəˈʃeɪn/ أو Afrikaans: [la.bəs'kax.ni];؛ من مواليد 22 يونيو 1994) هو لاعب كريكيت أسترالي محترف دولي يلعب محليًا في كوينزلاند وجلامورجان في لعبة مقاطعات الكريكيت وبريسبان هيت في دوري بيج باش. صنف لابوشان رقم 1 في تصنيفات الضرب في اختبار المجلس الدولي للكريكيت ويعد من أفضل لاعبي الضرب في العالم. كان لابوشان عضوًا في الفريق الأسترالي الذي فاز بنهائيات بطولة ICC World Test لعام 2023 وكأس العالم للكريكيت 2023.
ولد لابوشان في كليركسدورب، المقاطعة الشمالية الغربية، جنوب إفريقيا. مثل كوينزلاند على مستويات مختلفة في لعبة الكريكيت للشباب، قبل أن يظهر لأول مرة في لعبة الكريكيت من الدرجة الأولى في عام 2014. كان لابوشان الهداف الرئيسي في مباريات الاختبار لعام 2019 وارتقى إلى المركز الرابع في تصنيفات المجلس الدولي للكريكيت للاعبين خلال العام بزيادة قدرها 106 مركز. اختير لابوشان في 2020 كأفضل لاعب كريكيت ناشئ للرجال في المجلس الدولي للكريكيت وفي فبراير كأفضل لاعب مضرب في أستراليا، وفي أبريل كأحد لاعبي الكريكيت الخمسة لهذا العام من قبل Wisden Cricketers' Almanack.